# Big Five (Oscar)
Als Big Five werden bei den Oscars die für einen Film wichtigsten fünf Kategorien Bester Film, Beste Regie, Bester Hauptdarsteller, Beste Hauptdarstellerin sowie Bestes Drehbuch bezeichnet. Beim besten Drehbuch wird nicht zwischen den Kategorien Originaldrehbuch und adaptiertes Drehbuch unterschieden.

## Nominierte und Gewinner
| Gewonnene Kategorien | Anzahl der Filme |
| -------------------- | ---------------- |
| 5                    | 3                |
| 4                    | 4                |
| 3                    | 6                |
| 2                    | 10               |
| 1                    | 11               |
| 0                    | 8                |
| Summe                | 42               |

Nur drei Filme konnten bisher die Big Five gewinnen. Erstmals gelang das der Komödie Es geschah in einer Nacht bei der Oscarverleihung 1935, gefolgt erst 41 Jahre später von Einer flog über das Kuckucksnest bei der Oscarverleihung 1976. Als bisher letzter Film konnte Das Schweigen der Lämmer 1992 die Big Five gewinnen. Die Drehbücher dieser drei Filme waren alle adaptiert.
39 weitere Filme waren in den Big-Five-Kategorien nominiert, erhielten aber in mindestens einer dieser Kategorien keine Auszeichnung. Vier dieser Filme konnten vier der Big Five gewinnen. 
2017 wurde La La Land für 14 Oscars nominiert, unter anderem auch in den Big-Five-Kategorien, gewann aber nur zwei der Big-Five-Kategorien, nachdem bei den Golden Globe Awards 2017, die als gute Oscar-Prognose gelten, der Film in diesen fünf Kategorien jeweils ausgezeichnet wurde. Zuvor gelang eine Nominierung in den Big-Five-Kategorien dem Filmdrama American Hustle bei der Oscarverleihung 2014. American Hustle war insgesamt sogar in zehn Kategorien nominiert, konnte aber in keiner einzigen gewinnen. Während es auch im Jahr zuvor zu einer Big-Five-Nominierung kam (Silver Linings), lag die vorherige Big-Five-Nominierung schon zehn Jahre zurück (Million Dollar Baby). Diese vier Filme sind bisher die einzigen, die im 21. Jahrhundert eine Big-Five-Nominierung erhielten.

## Filme mit Big-Five-Award
Im Folgenden sind alle Filme aufgelistet (337 an der Zahl), die in einer Big-Five-Kategorie gewonnen haben. Hat es ein Film in mehr als einer Big-Five-Kategorie geschafft, ist hinter dem Titel in Klammern die Anzahl der Big-Five-Kategorien, in denen er den Oscar gewonnen hat, zu finden. Die drei fettgedruckten Filme mit der nachgestellten 5 in Klammern sind folglich die drei Big-Five-Gewinner. Die Spalte Σ zählt die in den aufgeführten Kategorien genannten Filme eines Jahrgangs.
| Jahr          | Film                                                          | Regie                                                         | Hauptdarsteller                                           | Hauptdarstellerin                                                                     | Adaptiertes Drehbuch                                 | Originaldrehbuch                                              | Σ |
| ------------- | ------------------------------------------------------------- | ------------------------------------------------------------- | --------------------------------------------------------- | ------------------------------------------------------------------------------------- | ---------------------------------------------------- | ------------------------------------------------------------- | - |
| 1929          | Wings                                                         | Das Glück in der Mansarde (3) Die Schlachtenbummler           | Sein letzter Befehl Der Weg allen Fleisches               | Das Glück in der Mansarde (3) Engel der Straße Sonnenaufgang – Lied von zwei Menschen | Das Glück in der Mansarde (3)                        | –                                                             | 7 |
| April 1930    | The Broadway Melody                                           | Die ungekrönte Königin                                        | In Old Arizona                                            | Coquette                                                                              | Der Patriot                                          | –                                                             | 5 |
| November 1930 | Im Westen nichts Neues (2)                                    | Im Westen nichts Neues (2)                                    | Disraeli                                                  | The Divorcee                                                                          | Hölle hinter Gittern                                 | –                                                             | 4 |
| 1931          | Pioniere des wilden Westens (2)                               | Skippy                                                        | Der Mut zum Glück                                         | Die fremde Mutter                                                                     | Pioniere des wilden Westens (2)                      | –                                                             | 4 |
| 1932          | Menschen im Hotel                                             | Bad Girl (2)                                                  | Der Champ Dr. Jekyll und Mr. Hyde                         | Die Sünde der Madelon Claudet                                                         | Bad Girl (2)                                         | –                                                             | 5 |
| 1934          | Kavalkade (2)                                                 | Kavalkade (2)                                                 | Das Privatleben Heinrichs VIII.                           | Morgenrot des Ruhms                                                                   | Vier Schwestern                                      | –                                                             | 4 |
| 1935          | Es geschah in einer Nacht (5)                                 | Es geschah in einer Nacht (5)                                 | Es geschah in einer Nacht (5)                             | Es geschah in einer Nacht (5)                                                         | Es geschah in einer Nacht (5)                        | –                                                             | 1 |
| 1936          | Meuterei auf der Bounty                                       | Der Verräter (3)                                              | Der Verräter (3)                                          | Dangerous                                                                             | Der Verräter (3)                                     | –                                                             | 3 |
| 1937          | Der große Ziegfeld (2)                                        | Mr. Deeds geht in die Stadt                                   | Louis Pasteur (2)                                         | Der große Ziegfeld (2)                                                                | Louis Pasteur (2)                                    | –                                                             | 3 |
| 1938          | Das Leben des Emile Zola (2)                                  | Die schreckliche Wahrheit                                     | Manuel                                                    | Die gute Erde                                                                         | Das Leben des Emile Zola (2)                         | –                                                             | 4 |
| 1939          | Lebenskünstler (2)                                            | Lebenskünstler (2)                                            | Teufelskerle                                              | Jezebel – Die boshafte Lady                                                           | Der Roman eines Blumenmädchens                       | –                                                             | 4 |
| 1940          | Vom Winde verweht (4)                                         | Vom Winde verweht (4)                                         | Auf Wiedersehen, Mr. Chips                                | Vom Winde verweht (4)                                                                 | Vom Winde verweht (4)                                | –                                                             | 2 |
| 1941          | Rebecca                                                       | Früchte des Zorns                                             | Die Nacht vor der Hochzeit (2)                            | Fräulein Kitty                                                                        | Die Nacht vor der Hochzeit (2)                       | Der große McGinty                                             | 5 |
| 1942          | Schlagende Wetter (2)                                         | Schlagende Wetter (2)                                         | Sergeant York                                             | Verdacht                                                                              | Urlaub vom Himmel                                    | Citizen Kane                                                  | 5 |
| 1943          | Mrs. Miniver (4)                                              | Mrs. Miniver (4)                                              | Yankee Doodle Dandy                                       | Mrs. Miniver (4)                                                                      | Mrs. Miniver (4)                                     | Die Frau, von der man spricht                                 | 3 |
| 1944          | Casablanca (3)                                                | Casablanca (3)                                                | Watch on the Rhine                                        | Das Lied von Bernadette                                                               | Casablanca (3)                                       | Der Pilot und die Prinzessin                                  | 4 |
| 1945          | Der Weg zum Glück (4)                                         | Der Weg zum Glück (4)                                         | Der Weg zum Glück (4)                                     | Das Haus der Lady Alquist                                                             | Der Weg zum Glück (4)                                | Wilson                                                        | 3 |
| 1946          | Das verlorene Wochenende (4)                                  | Das verlorene Wochenende (4)                                  | Das verlorene Wochenende (4)                              | Solange ein Herz schlägt                                                              | Das verlorene Wochenende (4)                         | Marie-Louise                                                  | 3 |
| 1947          | Die besten Jahre unseres Lebens (4)                           | Die besten Jahre unseres Lebens (4)                           | Die besten Jahre unseres Lebens (4)                       | Mutterherz                                                                            | Die besten Jahre unseres Lebens (4)                  | Der letzte Schleier                                           | 3 |
| 1948          | Tabu der Gerechten (2)                                        | Tabu der Gerechten (2)                                        | Ein Doppelleben                                           | Die Farmerstochter                                                                    | Das Wunder von Manhattan                             | So einfach ist die Liebe nicht                                | 5 |
| 1949          | Hamlet (2)                                                    | Der Schatz der Sierra Madre (2)                               | Hamlet (2)                                                | Schweigende Lippen                                                                    | Der Schatz der Sierra Madre (2)                      | –                                                             | 3 |
| 1950          | Der Mann, der herrschen wollte (2)                            | Ein Brief an drei Frauen (2)                                  | Der Mann, der herrschen wollte (2)                        | Die Erbin                                                                             | Ein Brief an drei Frauen (2)                         | Kesselschlacht                                                | 4 |
| 1951          | Alles über Eva (3)                                            | Alles über Eva (3)                                            | Der letzte Musketier                                      | Die ist nicht von gestern                                                             | Alles über Eva (3)                                   | Boulevard der Dämmerung                                       | 4 |
| 1952          | Ein Amerikaner in Paris (2)                                   | Ein Platz an der Sonne (2)                                    | African Queen                                             | Endstation Sehnsucht                                                                  | Ein Platz an der Sonne (2)                           | Ein Amerikaner in Paris (2)                                   | 4 |
| 1953          | Die größte Schau der Welt                                     | Der Sieger (1952)                                             | Zwölf Uhr mittags                                         | Kehr zurück, kleine Sheba                                                             | Stadt der Illusionen                                 | Das Glück kam über Nacht                                      | 6 |
| 1954          | Verdammt in alle Ewigkeit (3)                                 | Verdammt in alle Ewigkeit (3)                                 | Stalag 17                                                 | Ein Herz und eine Krone                                                               | Verdammt in alle Ewigkeit (3)                        | Der Untergang der Titanic                                     | 4 |
| 1955          | Die Faust im Nacken (4)                                       | Die Faust im Nacken (4)                                       | Die Faust im Nacken (4)                                   | Ein Mädchen vom Lande (2)                                                             | Ein Mädchen vom Lande (2)                            | Die Faust im Nacken (4)                                       | 2 |
| 1956          | Marty (4)                                                     | Marty (4)                                                     | Marty (4)                                                 | Die tätowierte Rose                                                                   | Marty (4)                                            | Unterbrochene Melodie                                         | 3 |
| 1957          | In 80 Tagen um die Welt (2)                                   | Giganten                                                      | Der König und ich                                         | Anastasia                                                                             | In 80 Tagen um die Welt (2)                          | Der rote Ballon                                               | 5 |
| 1958          | Die Brücke am Kwai (4)                                        | Die Brücke am Kwai (4)                                        | Die Brücke am Kwai (4)                                    | Eva mit den drei Gesichtern                                                           | Die Brücke am Kwai (4)                               | Warum hab’ ich ja gesagt?                                     | 3 |
| 1959          | Gigi (3)                                                      | Gigi (3)                                                      | Getrennt von Tisch und Bett                               | Laßt mich leben                                                                       | Gigi (3)                                             | Flucht in Ketten                                              | 4 |
| 1960          | Ben Hur (3)                                                   | Ben Hur (3)                                                   | Ben Hur (3)                                               | Der Weg nach oben (2)                                                                 | Der Weg nach oben (2)                                | Bettgeflüster                                                 | 3 |
| 1961          | Das Appartement (3)                                           | Das Appartement (3)                                           | Elmer Gantry (2)                                          | Telefon Butterfield 8                                                                 | Elmer Gantry (2)                                     | Das Appartement (3)                                           | 3 |
| 1962          | West Side Story (2)                                           | West Side Story (2)                                           | Urteil von Nürnberg (2)                                   | Und dennoch leben sie                                                                 | Urteil von Nürnberg (2)                              | Fieber im Blut                                                | 4 |
| 1963          | Lawrence von Arabien (2)                                      | Lawrence von Arabien (2)                                      | Wer die Nachtigall stört (2)                              | Licht im Dunkel                                                                       | Wer die Nachtigall stört (2)                         | Scheidung auf italienisch                                     | 4 |
| 1964          | Tom Jones – Zwischen Bett und Galgen (3)                      | Tom Jones – Zwischen Bett und Galgen (3)                      | Lilien auf dem Felde                                      | Der Wildeste unter Tausend                                                            | Tom Jones – Zwischen Bett und Galgen (3)             | Das war der Wilde Westen                                      | 4 |
| 1965          | My Fair Lady (3)                                              | My Fair Lady (3)                                              | My Fair Lady (3)                                          | Mary Poppins                                                                          | Becket                                               | Der große Wolf ruft                                           | 4 |
| 1966          | Meine Lieder – meine Träume (2)                               | Meine Lieder – meine Träume (2)                               | Cat Ballou – Hängen sollst d…                             | Darling (2)                                                                           | Doktor Schiwago                                      | Darling (2)                                                   | 4 |
| 1967          | Ein Mann zu jeder Jahreszeit (4)                              | Ein Mann zu jeder Jahreszeit (4)                              | Ein Mann zu jeder Jahreszeit (4)                          | Wer hat Angst vor Virginia Woolf?                                                     | Ein Mann zu jeder Jahreszeit (4)                     | Ein Mann und eine Frau                                        | 3 |
| 1968          | In der Hitze der Nacht (3)                                    | Die Reifeprüfung                                              | In der Hitze der Nacht (3)                                | Rat mal, wer zum Essen kommt (2)                                                      | In der Hitze der Nacht (3)                           | Rat mal, wer zum Essen kommt (2)                              | 3 |
| 1969          | Oliver (2)                                                    | Oliver (2)                                                    | Charly                                                    | Der Löwe im Winter (2) Funny Girl                                                     | Der Löwe im Winter (2)                               | Frühling für Hitler                                           | 5 |
| 1970          | Asphalt-Cowboy (3)                                            | Asphalt-Cowboy (3)                                            | Der Marshal                                               | Die besten Jahre der Miß Jean Brodie                                                  | Asphalt-Cowboy (3)                                   | Zwei Banditen                                                 | 4 |
| 1971          | Patton – Rebell in Uniform (4)                                | Patton – Rebell in Uniform (4)                                | Patton – Rebell in Uniform (4)                            | Liebende Frauen                                                                       | MASH                                                 | Patton – Rebell in Uniform (4)                                | 3 |
| 1972          | Brennpunkt Brooklyn (4)                                       | Brennpunkt Brooklyn (4)                                       | Brennpunkt Brooklyn (4)                                   | Klute                                                                                 | Brennpunkt Brooklyn (4)                              | Hospital                                                      | 3 |
| 1973          | Der Pate (3)                                                  | Cabaret (2)                                                   | Der Pate (3)                                              | Cabaret (2)                                                                           | Der Pate (3)                                         | Bill McKay – Der Kandidat                                     | 3 |
| 1974          | Der Clou (3)                                                  | Der Clou (3)                                                  | Save the Tiger                                            | Mann, bist du Klasse!                                                                 | Der Exorzist                                         | Der Clou (3)                                                  | 4 |
| 1975          | Der Pate – Teil II (3)                                        | Der Pate – Teil II (3)                                        | Harry und Tonto                                           | Alice lebt hier nicht mehr                                                            | Der Pate – Teil II (3)                               | Chinatown                                                     | 4 |
| 1976          | Einer flog über das Kuckucksnest (5)                          | Einer flog über das Kuckucksnest (5)                          | Einer flog über das Kuckucksnest (5)                      | Einer flog über das Kuckucksnest (5)                                                  | Einer flog über das Kuckucksnest (5)                 | Hundstage                                                     | 2 |
| 1977          | Rocky (2)                                                     | Rocky (2)                                                     | Network (3)                                               | Network (3)                                                                           | Die Unbestechlichen                                  | Network (3)                                                   | 3 |
| 1978          | Der Stadtneurotiker (4)                                       | Der Stadtneurotiker (4)                                       | Der Untermieter                                           | Der Stadtneurotiker (4)                                                               | Julia                                                | Der Stadtneurotiker (4)                                       | 3 |
| 1979          | Die durch die Hölle gehen (2)                                 | Die durch die Hölle gehen (2)                                 | Coming Home – Sie kehren heim (3)                         | Coming Home – Sie kehren heim (3)                                                     | 12 Uhr nachts – Midnight Express                     | Coming Home – Sie kehren heim (3)                             | 3 |
| 1980          | Kramer gegen Kramer (4)                                       | Kramer gegen Kramer (4)                                       | Kramer gegen Kramer (4)                                   | Norma Rae – Eine Frau steht ihren Mann                                                | Kramer gegen Kramer (4)                              | Vier irre Typen – Wir schaffen alle, uns schafft keiner       | 3 |
| 1981          | Eine ganz normale Familie (3)                                 | Eine ganz normale Familie (3)                                 | Wie ein wilder Stier                                      | Nashville Lady                                                                        | Eine ganz normale Familie (3)                        | Melvin und Howard                                             | 4 |
| 1982          | Die Stunde des Siegers (2)                                    | Reds                                                          | Am goldenen See (3)                                       | Am goldenen See (3)                                                                   | Am goldenen See (3)                                  | Die Stunde des Siegers (2)                                    | 3 |
| 1983          | Gandhi (4)                                                    | Gandhi (4)                                                    | Gandhi (4)                                                | Sophies Entscheidung                                                                  | Vermißt                                              | Gandhi (4)                                                    | 3 |
| 1984          | Zeit der Zärtlichkeit (4)                                     | Zeit der Zärtlichkeit (4)                                     | Comeback der Liebe (2)                                    | Zeit der Zärtlichkeit (4)                                                             | Zeit der Zärtlichkeit (4)                            | Comeback der Liebe (2)                                        | 2 |
| 1985          | Amadeus (4)                                                   | Amadeus (4)                                                   | Amadeus (4)                                               | Ein Platz im Herzen (2)                                                               | Amadeus (4)                                          | Ein Platz im Herzen (2)                                       | 2 |
| 1986          | Jenseits von Afrika (3)                                       | Jenseits von Afrika (3)                                       | Kuß der Spinnenfrau                                       | A Trip to Bountiful – Reise ins Glück                                                 | Jenseits von Afrika (3)                              | Der einzige Zeuge                                             | 4 |
| 1987          | Platoon (2)                                                   | Platoon (2)                                                   | Die Farbe des Geldes                                      | Gottes vergessene Kinder                                                              | Zimmer mit Aussicht                                  | Hannah und ihre Schwestern                                    | 5 |
| 1988          | Der letzte Kaiser (3)                                         | Der letzte Kaiser (3)                                         | Wall Street                                               | Mondsüchtig (2)                                                                       | Der letzte Kaiser (3)                                | Mondsüchtig (2)                                               | 3 |
| 1989          | Rain Man (4)                                                  | Rain Man (4)                                                  | Rain Man (4)                                              | Angeklagt                                                                             | Gefährliche Liebschaften                             | Rain Man (4)                                                  | 3 |
| 1990          | Miss Daisy und ihr Chauffeur (3)                              | Geboren am 4. Juli                                            | Mein linker Fuß                                           | Miss Daisy und ihr Chauffeur (3)                                                      | Miss Daisy und ihr Chauffeur (3)                     | Der Club der toten Dichter                                    | 4 |
| 1991          | Der mit dem Wolf tanzt (3)                                    | Der mit dem Wolf tanzt (3)                                    | Die Affäre der Sunny von B.                               | Misery                                                                                | Der mit dem Wolf tanzt (3)                           | Ghost – Nachricht von Sam                                     | 4 |
| 1992          | Das Schweigen der Lämmer (5)                                  | Das Schweigen der Lämmer (5)                                  | Das Schweigen der Lämmer (5)                              | Das Schweigen der Lämmer (5)                                                          | Das Schweigen der Lämmer (5)                         | Thelma & Louise                                               | 2 |
| 1993          | Erbarmungslos (2)                                             | Erbarmungslos (2)                                             | Der Duft der Frauen                                       | Wiedersehen in Howards End (2)                                                        | Wiedersehen in Howards End (2)                       | The Crying Game                                               | 4 |
| 1994          | Schindlers Liste (3)                                          | Schindlers Liste (3)                                          | Philadelphia                                              | Das Piano (2)                                                                         | Schindlers Liste (3)                                 | Das Piano (2)                                                 | 3 |
| 1995          | Forrest Gump (4)                                              | Forrest Gump (4)                                              | Forrest Gump (4)                                          | Operation Blue Sky                                                                    | Forrest Gump (4)                                     | Pulp Fiction                                                  | 3 |
| 1996          | Braveheart (2)                                                | Braveheart (2)                                                | Leaving Las Vegas                                         | Dead Man Walking – Sein letzter Gang                                                  | Sinn und Sinnlichkeit                                | Die üblichen Verdächtigen                                     | 5 |
| 1997          | Der englische Patient (2)                                     | Der englische Patient (2)                                     | Shine – Der Weg ins Licht                                 | Fargo (2)                                                                             | Sling Blade – Auf Messers Schneide                   | Fargo (2)                                                     | 4 |
| 1998          | Titanic (2)                                                   | Titanic (2)                                                   | Besser geht’s nicht (2)                                   | Besser geht’s nicht (2)                                                               | L.A. Confidential                                    | Good Will Hunting                                             | 4 |
| 1999          | Shakespeare in Love (3)                                       | Der Soldat James Ryan                                         | Das Leben ist schön                                       | Shakespeare in Love (3)                                                               | Gods and Monsters                                    | Shakespeare in Love (3)                                       | 4 |
| 2000          | American Beauty (4)                                           | American Beauty (4)                                           | American Beauty (4)                                       | Boys Don’t Cry                                                                        | Gottes Werk & Teufels Beitrag                        | American Beauty (4)                                           | 3 |
| 2001          | Gladiator (2)                                                 | Traffic – Macht des Kartells (2)                              | Gladiator (2)                                             | Erin Brockovich                                                                       | Traffic – Macht des Kartells (2)                     | Almost Famous – Fast berühmt                                  | 4 |
| 2002          | A Beautiful Mind – Genie und Wahnsinn (3)                     | A Beautiful Mind – Genie und Wahnsinn (3)                     | Training Day                                              | Monster’s Ball                                                                        | A Beautiful Mind – Genie und Wahnsinn (3)            | Gosford Park                                                  | 4 |
| 2003          | Chicago                                                       | Der Pianist (3)                                               | Der Pianist (3)                                           | The Hours – Von Ewigkeit zu Ewigkeit                                                  | Der Pianist (3)                                      | Sprich mit ihr                                                | 4 |
| 2004          | Der Herr der Ringe: Die Rück… (3)                             | Der Herr der Ringe: Die Rück… (3)                             | Mystic River                                              | Monster                                                                               | Der Herr der Ringe: Die Rückkehr des Königs (3)      | Lost in Translation                                           | 4 |
| 2005          | Million Dollar Baby (3)                                       | Million Dollar Baby (3)                                       | Ray                                                       | Million Dollar Baby (3)                                                               | Sideways                                             | Vergiss mein nicht!                                           | 4 |
| 2006          | L.A. Crash (2)                                                | Brokeback Mountain (2)                                        | Capote                                                    | Walk the Line                                                                         | Brokeback Mountain (2)                               | L.A. Crash (2)                                                | 4 |
| 2007          | Departed – Unter Feinden (3)                                  | Departed – Unter Feinden (3)                                  | Der letzte König von Schottland – In den Fängen der Macht | Die Queen                                                                             | Departed – Unter Feinden (3)                         | Little Miss Sunshine                                          | 4 |
| 2008          | No Country for Old Men (3)                                    | No Country for Old Men (3)                                    | There Will Be Blood                                       | La vie en rose                                                                        | No Country for Old Men (3)                           | Juno                                                          | 4 |
| 2009          | Slumdog Millionär (3)                                         | Slumdog Millionär (3)                                         | Milk (2)                                                  | Der Vorleser                                                                          | Slumdog Millionär (3)                                | Milk (2)                                                      | 3 |
| 2010          | Tödliches Kommando – The Hurt Locker (3)                      | Tödliches Kommando – The Hurt Locker (3)                      | Crazy Heart                                               | Blind Side – Die große Chance                                                         | Precious – Das Leben ist kostbar                     | Tödliches Kommando – The Hurt Locker (3)                      | 4 |
| 2011          | The King’s Speech (4)                                         | The King’s Speech (4)                                         | The King’s Speech (4)                                     | Black Swan                                                                            | The Social Network                                   | The King’s Speech (4)                                         | 3 |
| 2012          | The Artist (3)                                                | The Artist (3)                                                | The Artist (3)                                            | Die Eiserne Lady                                                                      | The Descendants – Familie und andere Angelegenheiten | Midnight in Paris                                             | 4 |
| 2013          | Argo (2)                                                      | Life of Pi: Schiffbruch mit Tiger                             | Lincoln                                                   | Silver Linings                                                                        | Argo (2)                                             | Django Unchained                                              | 5 |
| 2014          | 12 Years a Slave (2)                                          | Gravity                                                       | Dallas Buyers Club                                        | Blue Jasmine                                                                          | 12 Years a Slave (2)                                 | Her                                                           | 5 |
| 2015          | Birdman oder (Die unverhoffte Macht der Ahnungslosigkeit) (3) | Birdman oder (Die unverhoffte Macht der Ahnungslosigkeit) (3) | Die Entdeckung der Unendlichkeit                          | Still Alice – Mein Leben ohne Gestern                                                 | The Imitation Game – Ein streng geheimes Leben       | Birdman oder (Die unverhoffte Macht der Ahnungslosigkeit) (3) | 4 |
| 2016          | Spotlight (2)                                                 | The Revenant – Der Rückkehrer (2)                             | The Revenant – Der Rückkehrer (2)                         | Raum                                                                                  | The Big Short                                        | Spotlight (2)                                                 | 4 |
| 2017          | Moonlight (2)                                                 | La La Land (2)                                                | Manchester by the Sea (2)                                 | La La Land (2)                                                                        | Moonlight (2)                                        | Manchester by the Sea (2)                                     | 3 |
| 2018          | Shape of Water – Das Flüstern des Wassers (2)                 | Shape of Water – Das Flüstern des Wassers (2)                 | Die dunkelste Stunde                                      | Three Billboards Outside Ebbing, Missouri                                             | Call Me by Your Name                                 | Get Out                                                       | 5 |
| 2019          | Green Book – Eine besondere Freundschaft (2)                  | Roma                                                          | Bohemian Rhapsody                                         | The Favourite – Intrigen und Irrsinn                                                  | BlacKkKlansman                                       | Green Book – Eine besondere Freundschaft (2)                  | 5 |
| 2020          | Parasite (3)                                                  | Parasite (3)                                                  | Joker                                                     | Judy                                                                                  | Jojo Rabbit                                          | Parasite (3)                                                  | 4 |
| 2021          | Nomadland (3)                                                 | Nomadland (3)                                                 | The Father (2)                                            | Nomadland (3)                                                                         | The Father (2)                                       | Promising Young Woman                                         | 3 |
| 2022          | Coda (2)                                                      | The Power of the Dog                                          | King Richard                                              | The Eyes of Tammy Faye                                                                | Coda (2)                                             | Belfast                                                       | 5 |
| 2023          | Everything Everywhere All at Once (4)                         | Everything Everywhere All at Once (4)                         | The Whale                                                 | Everything Everywhere All at Once (4)                                                 | Die Aussprache                                       | Everything Everywhere All at Once (4)                         | 3 |
| 2024          | Oppenheimer (3)                                               | Oppenheimer (3)                                               | Oppenheimer (3)                                           | Poor Things                                                                           | Amerikanische Fiktion                                | Anatomie eines Falls                                          | 4 |